# Division 1 (Belgio)
Le Division 1 sono le terze divisioni del campionato belga di calcio, le più alte a livello dilettantistico. Ne esistono due, una nelle Fiandre e una in Vallonia, completamente indipendenti fra loro.

## Storia
La Nationale 1, in olandese chiamata Eerste Nationale, era la vecchia terza divisione. Già Derde Klasse, con la riforma del 2016 si era rinominata Division 1 amateur con un girone da 16 squadre, ma nel 2024 è stata anch’essa abolita.

## Formula

### Fiandre
La stagione regolare prevede sfide di andata e ritorno per un totale di 30 partite (da agosto a maggio), con la promozione della prima, dove le ultime 2 retrocedono in Division 2 Amateur. Se però dalla cadetteria ne scendono due, le retrocesse diventano tre.  

### Vallonia
Nella parte "francese" c’è un campionato omonimo con 12 squadre. Dopo l’inverno le migliori sei si contendono la promozione e le altre la salvezza.

## Squadre 2024-2025

### Gruppo VV
- Belisia Bilzen
- Cappellen
- Dessel Sport
- Sporting Hasselt
- Heist
- Hoogstraten
- Jong Cercle
- Jong Gent
- Knokke
- Lyra
- Merelbeke
- Ninove
- OH Lovanio U23
- Thes Sport
- Tienen
- Young Reds Antwerp

### Gruppo ACFF
- Binche
- Mons
- Namur
- Olympic Charleroi
- Union Rochefort
- SL16
- Stockay-Warfusée
- Tournai
- Tubize-Braine
- Union Saint-Gilloise B
- Virton
- Zébra Élites Charleroi

## Albo d'oro[1]
| Stagione  | Vincitore Gruppo A  | Vincitore Gruppo B           | Vincitore Play-off   |
| --------- | ------------------- | ---------------------------- | -------------------- |
| 1993-94   | La Louvière         | Patro Eisden                 | Overpelt             |
| 1994-95   | Cappellen           | KFC Tielen                   | Turnhout             |
| 1995-96   | Olympic Charleroi   | RFC Liegi                    | FC Denderleeuw       |
| 1996-97   | VW Hamme            | Dessel Sport                 | Sint-Niklase         |
| 1997-98   | Roeselare           | Herentals                    | RCS Visétois         |
| 1998-99   | Ingelmunster        | Tienen                       | Deinze               |
| 1999-2000 | KFC Strombeek       | Mons                         | K Heusden-Zolder SK  |
| 2000-01   | Ronse               | Virton                       | RCS Visétois         |
| 2001-02   | Zulte Waregem       | Eupen                        | VW Hamme             |
| 2002-03   | Berchem             | Tubize-Braine                | Eendracht Aalst      |
| 2003-04   | Waasland            | Union Saint-Gilloise         | Kortrijk             |
| 2004-05   | Malines             | Overpelt                     | OH Lovanio           |
| 2005-06   | Dender              | Tienen                       | Racing Waregem       |
| 2006-07   | Tournai             | Olympic Charleroi-Marchienne | Verbroedering Geel   |
| 2007-08   | Ronse               | RFC Liegi                    | Eendracht Aalst      |
| 2008-09   | Standaard Wetteren  | Turnhout                     | Boussu-Dour Borinage |
| 2009-10   | Heist               | Visé                         | Boom                 |
| 2010-11   | Eendracht Aalst     | White Star Woluwe            | Sint-Niklase         |
| 2011-12   | Mouscron-Péruwelz   | Dessel Sport                 | Oudenaarde           |
| 2012-13   | Hoogstraten         | Virton                       | Geel-Meerhout        |
| 2013-14   | Racing Mechelen     | Woluwe Zaventem              | Patro Eisden         |
| 2014-15   | Coxyde              | Cappellen                    | Deinze               |
| 2015-16   | FC Ol. Beerschot-W. | FC de Liège                  | Sparta Petegem       |

| Stagione | Vincitore             | Altre promozioni         |
| -------- | --------------------- | ------------------------ |
| 2016-17  | Beerschot VA          |                          |
| 2017-18  | Knokke (non promosso) | Lommel                   |
| 2018-19  | Virton                |                          |
| 2019-20  | Deinze                | RWDM47 Seraing           |
| 2020-21  |                       |                          |
| 2021-22  | Dender                |                          |
| 2022-23  | Patro Eisden          | RFC Liegi Francs Borains |
| 2023-24  | La Louvière           | Lokeren-Temse            |